# لاله آسیای میانه
لالهٔ آسیای میانه، لالهٔ شاهنشاه یا لالهٔ فوستریانا (نام علمی: 'Tulipa fosteriana') (به انگلیسی: Emperor) نام یکی از گونه‌های سردهٔ لاله است. وطن اصلی این گیاه در ازبکستان است. ارتفاع آن بین ۴۰–۳۰ سانتیمتر است. اوایل بهار و در حوالی اول فروردین می‌روید. رنگ گلبرگ آن قرمز درخشان و مرکز آن سیاه رنگ است. انواع پرورشی آن به رنگ‌های مختلف است. لاله شاهنشاه یا فوستریانا به گروه ۱۳ گروه‌های گل لاله تعلق دارد.

## واریته‌های نمونه
- Candela (زرد لیمویی)
- Concerto (سفید)
- Golden Emperor (زرد طلایی)
- Juan (نارنجی با میانهٔ زرد)
- Orange Emperor (نارنجی با میانهٔ زرد)
- Pink Emperor/Solva (صورتی)
- Princeps (قرمز با زمینهٔ سبز برنزی)
- Red Emperor/Madame Lefeber (قرمز)
- Sweetheart (زرد لیمویی با حاشیهٔ سفید)
- White Emperor/Purissima (سفید)
- Yellow Purissima (زرد طلایی)
- Zombie (قرمز و کرم)[۲]